# توماس شنلیب
توماس شنلیب (انگلیسی: Thomas Schönlebe؛ زادهٔ ۶ اوت ۱۹۶۵) دونده اهل آلمان است.